# Edward Kirby
Edward Buckler Kirby (Washington, 30 ottobre 1901 – New York, 5 luglio 1968) è stato un mezzofondista statunitense, specializzato nei 3000 metri piani.

## Palmarès

### Olimpiadi
- Bronzo a Parigi 1924 nei 3000 metri a squadre.